# Multi-access edge computing
Pour les articles homonymes, voir MEC.
Dans le domaine des réseaux et des réseaux mobiles, le multi-access edge computing (MEC), initialement appelé mobile edge computing, est un concept dont l’architecture est standardisée par l’ETSI. Un environnement MEC permet de fournir à des applications des services réseau ; en particulier des communications ultra-fiables à faible latence (de) et un accès très haut débit,,.